# Harrah (Waszyngton)
Harrah – miasto w Stanach Zjednoczonych, w stanie Waszyngton, w hrabstwie Yakima.